# La Neuville-du-Bosc

La Neuville-du-Bosc este o comună în departamentul Eure, Franța. În 1 ianuarie 2022 avea o populație de 713 de locuitori.